# Rally del Sherry de 1975
El Rally del Sherry de 1975 fue la séptima edición y la décima ronda de la temporada 1975 del Campeonato de España de Rally. Se celebró del 17 al 21 de septiembre y contó con un itinerario de treinta y tres tramos, siete de ellos sobre tierra, que sumaban un total de 328,5 km cronometrados. La prueba volvía al calendario del campeonato nacional luego de que perdiera la categoría durante un año por los problemas ocurridos durante 1973.
Hasta cuatro pilotos llegaron a la prueba con opciones de pelear por el campeonato de España que se acercaba a su recta final: Zanini, Pradera, Etchebes y Cañellas. En cabeza se encontraba Etchebers con 337 puntos, seguido de Pradera con 184, Cañellas con 181 y Zanini con 179. Este último venía de ganar la prueba anterior (Asturias) y tras sufrir una sanción en el Vasco Navarro. Pradera aún siendo segundo venía de sufrir cuatro abandonos consecutivos, resultados que lo penalizaban a la hora de descontar resultados al final de temporada por lo que sus opciones eran mínimas.
Tras disputar los más de 2.000 km de recorrido solo diecisiete lograron llegar a meta de los sesenta y un pilotos que tomaron la salida. SEAT logró el doblete con Zanini en lo más alto del podio y Cañellas segundo. El portugués Mario Figueirido completó el podio. Zanini fue el más rápido en diez tramos, mientras que Cañellas lo fue en cinco pero sufrió varios percances que lo relegaron al fondo de la clasificación y tuvo que realizar una remontada para finalmente alcanzar la segunda plaza. El inglés Sclater ganador de la prueba en 1973 fue quinto acompañado esta vez por Martin Holmes. Entre los abandonos más importantes destacan la salida de pista de Beny Fernández que destrozó el Alpinche en la que sería la última carrera para el vehículo. También por accidente abandonó Jorge de Bagration, por rotura de palier Marc Etchebers y por un incendio en su Citroën Ricardo Muñoz.

## Clasificación final
| Pos. | Piloto             | Copiloto          | Automóvil               | Tiempo  | Diferencia |
| ---- | ------------------ | ----------------- | ----------------------- | ------- | ---------- |
| 1.   | Antonio Zanini     | Eduardo Martínez  | SEAT 1430-1800          | 3:57:01 | 0.0        |
| 2.   | Salvador Cañellas  | Daniel Ferrater   | SEAT 1430-1800          | 4:03:19 | +6:17      |
| 3.   | Mário Figueirido   | Rui de Sousa      | Datsun 240Z             | 4:10:58 | +13:56     |
| 4.   | Enrique Villar     | Federico Garret   | SEAT 1430-1800          | 4:12:27 | +15:25     |
| 5.   | Chris Sclater      | Martin Holmes     | Ford Escort RS 1600 MKI | 4:14:46 | +17:44     |
| 6.   | Fernando Lezama    | Juan Manuel Abans | SEAT 1430-1800          | 4:16:58 | +19:56     |
| 7.   | Ricardo Villar     | Nano Solano       | SEAT 1430-1800          | 4:25:51 | +28:49     |
| 8.   | Richard Wooldridge | Duncan Spencen    | Ford Escort Twin Cam    |         |            |
| 9.   | «Ronny»            | Michel Ampe       | Porsche 911 Carrera RS  |         |            |
| 10.  | Jill Robinson      | Pauline Gullick   | Ford Escort RS          |         |            |